# Molino (Monte San Martino)
Il Molino (Lu Molì, o La Staziò in dialetto maceratese) è l'unica frazione del comune di Monte San Martino.

## Geografia fisica
La località sorge a un'altitudine di 278 m s.l.m., che ne fa uno dei punti più bassi del territorio comunale di Monte San Martino.
La frazione conta 60 abitanti e dista 1,85 km in linea d'aria dal capoluogo.

## Feste
Nella frazione, presso il piccolo centro sportivo, si svolge in estate (nel mese di Giugno) la festa della pizza organizzata dalla Pro Loco di Monte San Martino.

## Curiosità
La frazione è chiamata anche "La Stazione" perché vi era un piccolo scalo ferroviario della linea Porto San Giorgio-Amandola. Oggi la stazione non esiste più.

## Sport
La frazione ha una squadra di calcio a 5, l' ASD Atletico Molino, dai colori sociali rosso e bianco, la squadra, sorta nell'Estate 2013, gioca nei campionati amatoriali UISP di Fermo ed è stata fondata da un gruppo di quattro amici di Monte San Martino per permettere ad alcuni ragazzi di Monte San Martino e di alcuni paesi limitrofi che avevano abbandonato il calcio a 11 di giocare ugualmente un campionato, la squadra disputa le partite in casa nel piccolo centro sportivo del Molino, mentre in caso di mal tempo le gare casalinghe si svolgono in una palestra a Servigliano, nel 2019 l'Atletico Molino si è iscritto ai campionati amatoriali di calcio a 11.